# コビトイノシシ
コビトイノシシ(小人猪、Porcula salvania)は、哺乳綱偶蹄目（鯨偶蹄目とする説もあり）イノシシ科Porcula属に分類される偶蹄類。本種のみでPorcula属を構成する。

## 分布
インド（アッサム州北西部）。バングラデシュ、ブータンでは絶滅。

## 形態
頭胴長（体長）50 - 71センチメートル。尾長2 - 3.5センチメートル。体高25 - 30センチメートル。体重6 - 10キログラム。イノシシ科最小種。尾は短く、先端に房状の体毛がない。皮膚は灰褐色で、黒褐色の剛毛で被われる。
耳介は小型で、楕円形。頭部に疣や瘤はない。乳頭の数は、左右に3つずつ。

## 分類
以前はイノシシ属に分類され小型であること、前臼歯と乳頭の数（イノシシ属は6対）が他のイノシシ属の構成種よりも少ないことから本種のみでコビトイノシシ亜属Porculaを構成する説もあった。2007年に発表されたミトコンドリアDNAの制御領域・シトクロムb・16S rRNAの塩基配列を決定しベイズ法によって行われた系統推定から、本種のみで独立した属を構成する説もある。

## 生態
草丈が2 - 3メートルと高く、低木が点在する水辺にある草原に生息する。4 - 20頭（主に4 - 6頭）からなる家族群を形成し、生活する。25ヘクタールの行動圏内で生活する。
植物の地下茎、根、鳥類の卵、昆虫などを食べる。
繁殖様式は胎生。妊娠期間は100 - 120日。4 - 5月に、1回に2 - 6頭の幼獣を産む。寿命は10 - 12年。

## 人間との関係
宅地開発や農地開発・放牧・乾季の野焼きによる生息地の破壊などにより、生息数は減少している。生息数が少なくなったことで、原住民による食用の狩猟での影響も懸念されている。一時は絶滅したと考えられていたが、1971年に再発見された。1995年にインド政府が国際自然保護連合などと連携し、回復計画を開始した。分布域であるマナス国立公園で野生個体を捕獲し、飼育下で繁殖させる試みが進められている。一方で主な生息地であるマナス国立公園の一部に統制の及ばない地域があり、密猟や違法伐採などが懸念されている。1975年のワシントン条約発効時から、ワシントン条約附属書Iに掲載されている。